# Дігтярна вулиця (Одеса)
Дігтя́рна вулиця — вулиця в історичному центрі Одеси, від Успенської вулиці до Лютеранського провулка. Вулиця є однією з меж площі Менделя Сфоріма.
Поштовий індекс Укрпошти — 65020.

## Історія
На карті міста з'явилась у 1818 р. як Дігтярний ряд. Стала вулицею з 1828 р.
Вулицю декілька разів перейменовували:
- з 1927 до 1941 р. — вулиця Менделе Мойхер-Сфорім на честь єврейського письменника, який жив та працював на цій вулиці в школі Талмуд-Тора
- у 1955—1965 рр. — вулиця Вишинського на честь Міністра іноземних справ СРСР, Генерального прокурора СРСР та РСФСР, уродженця Одеси А. Я. Вишинського
- у 1965—1994 рр. — вулиця Радянської міліції
- з 1994 р. — Дігтярна вулиця.

## Відомі мешканці
- У музичній школі № 2 (буд. № 7) вчився відомий радянський композитор Модест Табачников (1913—1977).
- У будинку № 10 жили — Леонід Утьосов[1], художник Яків Ольшанецький (квартира № 12)[2].